# Опсада Барија
Опсада Барија одиграла се 1068–71. године, у доба средњег века, када су норманске снаге под командом Роберта Гвискара, опколиле град Бари, главно византијско упориште у Италији и престоницу капетаната Италије, започевши опсаду 5. августа 1068. године. Бари је на крају био заузет 16. априла 1071. године када је Роберт Гвискар ушао у град, окончавши тиме више од пет векова византијског присуства у Јужној Италији.

## Позадина
До 1060. године, само још неколико обалних градова у Апулији остало је у византијским рукама: у периоду од неколико претходних деценија, Нормани су успели да увећају своје поседе у јужној Италији и у том тренутку одлучили су да се усмере на протеривање свих преосталих Византијаца са полуострва, пре него што буду успели да доврше припреме за предстојећи поход на Сицилију, која је тада углавном била под исламском контролом.
Велике војне снаге опозване су са Сицилије, и под заповедништвом грофа Годфрија од Конверсана, ставиле су под опсаду Отранто.

## Опсада
Наредни потез представљао је долазак Роберта Гвискара, са овећим снагама, након чега је подигнута опсада над градом Барјем 5. августа 1068. Унутар града је дошло до поделе на две стране: на једну која је желела да сачува оданост Византијском царству и на другу која је била про-нормански оријентисана. Када су се Нормани успели да се приближе, због њихових надмоћнијих снага, локалне војводе наредиле су да се затворе градске капије и послале су изасланика Бисатија Гурделику цару Роману IV Диогену са намером да поптражи војну помоћ . Преговори које је понудио Роберт су на крају били одбачени.
Отранто је пао у октобру, али су код Барија нормански напади на зидине у више наврата успешно одбијени од стране Византијаца. Роберт је одлучио да блокира градску луку са утврђеним мостом како би спречио било какв даљи покушај помоћи граду. Византијци су међутим уништили мост, и успели да одрже везу са својом престоницом.
Роман IV именовао је новог капетана ,Авартутелеса, и опремивши га флотом дао му људе и намернице намењене опседнутом барију. Византијска флота стигла је до града почетком 1096. годне, али је у међувремену византијска војска на терену поражена од стране Нормана, који су успели да окупирају Гравину и Обиано.Роберт се није одмах вратио до барија, јер се у јануару 1070. Године премстио у Бриндизи како би помогао Норманским снагамна које су опседале ту обалску тврђаву.Бриндизи се предао у јесен 1070. године.
Стање у Барију је тада у постало критично, јер је становиштво почело да пати од изгладњености. Авартатул је смислио заверу која је требало да доведе до Робертовог убиства, али је византијски патриције Гиделик омануо. Делегација грађана затражила је од капетана да или побољша грдску одбрану, или да град преда Норманима. Авартутел је играо на време, посалвши још једног изасланика у Цариград. Успео је да издејствује долазак бродова са житом. Али када је сво жито потрошено, група грађана поново је од капетана затражила да ако треба преклињући цара, измоли салање војних трупа што је пре могуће.
Роман IV, чије су војсковође у више наврата биле поражене од стране Норамана, са неколицином снага које су му остале на располагању, посало је двадесет бродова под заповедништвом Гоцелина, иначе норманским побуњеником који је своје уточиште пронашао у Цариграду. Стефан Птарен који је именован за новог капетана Италије, пошао је заједно са њим. Међутим Нормани су пресрели византијске бродове који су ишли ка Барију и разорили их. Нормански морнари успели су да сазнају који брод припада Гоцелину, и упркос губицима од око 150 људи, коначно га заробили. Стефан је ипак успео да се пробије до Барија. Он је ускоро и сам признао да је одбрана града постала немогућа, па је локални племић Аргиритцоз, послат на преговоре са Норманима. Нешто касније након што су понуђени прихватљивији услови, Бари се предао у априлу 1071. године.

## Последице
Стефан Патарен је у почетку бачен у тамницу, али му је касније било допуштено да се врати у Константинопољ заједно са осталим преживелим Византијцима.
Са падом Барија, Византијско присуство у јужној Италији окончано је након више од 563 године. Цар Манојло I Комнин покушао је да поврати јужну Италију упериоду од 1156-1158 године, али се овај покушај претворио у неуспех.
Према Вилијаму од Апулије , Роберт Гвискар, поверио је град Агритциозу. Најранији документ о норманској владавини, међутим показује наравно Лизиуса, који је вероватно био норманин, који има положај виконта и патрикиоса по имену Маурелианус, вероватно домородачког Бариота, као капетана.